# Cuerpo de Bomberos Metropolitano Sur
El Cuerpo de Bomberos Metropolitano Sur (CBMS) corresponde al Cuerpo de Bomberos de Chile que opera en las comunas de La Cisterna, San Miguel, Lo Espejo, El Bosque, San Joaquín y Pedro Aguirre Cerda, en Santiago de Chile. Fue fundado el 11 de octubre de 2004, luego de la unificación de los antiguos Cuerpos de Bomberos de La Cisterna y de  San Miguel  , en el Sur de la Capital. Este hecho es histórico dentro del mundo bomberil al ser el Primer Cuerpo de Bomberos de Chile, en desarrollar un proceso de unificación voluntaria, Primeramente se intentó unificar también con el cuerpo de bomberos de la Granja sin embargo, finalmente quedaron solo La Cisterna y San Miguel creando el cuerpo Metropolitano Sur con el lema "Unidos para Servir".
Actualmente está conformado por 11 compañías que desarrollan diversas labores, como la extinción de incendios, el rescate vehicular y el manejo de materiales peligrosos. 

## Historia
En el año 2001 se iniciaron las primeras conversaciones, en virtud de una idea progresiva y visionaria, el 11 de abril de 2002 se firma el protocolo de acuerdo entre los Cuerpos de Bomberos de La Cisterna, San Miguel y La Granja. Acto seguido, se forman comisiones de trabajo en el área activa y administrativa, comenzándose principalmente con la elaboración de un estatuto para el nuevo Cuerpo y la unificación del servicio.
Todo proceso de unificación debe considerar diferentes opiniones y conciliar distintas formas de analizar una misma situación y/o intereses; debido a esto y por oficio formal, fechado el 7 de abril de 2003, el Cuerpo de Bomberos de La Granja informa su retiro del proceso de unificación, dando así el cierre final a su participación, pero los Cuerpo de Bomberos de San Miguel y La Cisterna, por común acuerdo de sus Oficiales Generales y Directorios, deciden seguir con el proceso de unificación.
Unificar once Compañías, más de 600 bomberos, 30 piezas de material mayor; atender 6 Comunas (con más de 640.000 habitantes), 2 Hospitales, 3 Cárceles, grandes Centros Comerciales, tres líneas de Metro, 4 autopistas concesionadas y varias poblaciones de escasos recursos, y unificar reglamentos y procedimientos de trabajo es realmente un desafío, es necesario mucho apoyo y personas realmente comprometidas y dispuestos a dar más cada día y, por supuesto, a ser constantes en el tiempo.
El 11 de octubre de 2004, el Cuerpo, citado en Asamblea General, y presidida por el entonces Superintendente de La Cisterna, Señor Antonio Vásquez y el entonces Superintendente de San Miguel, Señor Alexis Arellano, y con la asistencia de 333 Voluntarios, que trataron y aprobaron los siguientes temas:
- Constituir el nuevo Cuerpo de Bomberos Metropolitano Sur.
- Los Estatutos que regirán esta nueva Institución.

Se realiza la elección, secreta, de la primera Oficialidad del Cuerpo de Bomberos Metropolitano Sur, quedando compuesta por los siguientes Primeros Oficiales Generales:
- Superintendente: Antonio Vásquez Ríos, Novena Compañía
- Vice Superintendente: Alexis Arellano Vidal, Sexta Compañía
- Tesorero General: Eduardo Orellana Marabolí, Cuarta Compañía
- Intendente General: Jaime Araya Pérez, Cuarta Compañía
- Comandante: Álex Dinamarca Cornejo, Tercera Compañía
- Segundo Comandante: Luis Lavín Romo, Primera Compañía
- Tercer Comandante: Alejandro Cuevas Romero, Sexta Compañía
- Secretario General: Rodrigo Marín Jelves, Tercera Compañía

Avanzando en el proceso final de Unificación, en noviembre de 2004, se enviaron los estatutos aprobados del Cuerpo al Ministerio de Justicia, los cuales fueron aprobados, otorgándosele Personalidad Jurídica el 6 de octubre de 2005.
Para realizar el proceso de disolución se debió citar a las Asambleas de ambos Cuerpos el 12 de noviembre de 2005, en forma individual, para modificar los estatutos de cada Cuerpo, definir el destino de sus bienes y solicitar la cancelación de la Personalidad Jurídica; los resultados confirmaron el compromiso de los bomberos de La Cisterna y San Miguel en este nuevo proceso. Se enviaron los resultados de ambas asambleas al Ministerio de Justicia para su aprobación, realizándose dicho trámite en el mes de enero de 2006.
El Ministerio de Justicia aprobó la modificación de los Estatutos de ambos Cuerpos y la disolución de éstos, cancelando las Personerías Jurídicas con fecha 11 de octubre de 2006, lo que fue publicado en el Diario Oficial, el 20 de octubre del mismo año.

### Nómina de Superintendentes y Comandantes
Han Sido Oficiales Generales de Superintendencia de la Institución:
| Año  | Superintendente                        | Vicesuperintendente                          | Secretario Gral.                                 | Tesorero Gral.                                      | Intendente Gral.                              |
| ---- | -------------------------------------- | -------------------------------------------- | ------------------------------------------------ | --------------------------------------------------- | --------------------------------------------- |
| 2004 | Antonio Vásquez Ríos                   | Alexis Arellano Vidal                        | Rodrigo Marín Jelves                             | Eduardo Orellana Marabolí                           | Jaime Araya Pérez                             |
| 2005 | Antonio Vásquez Ríos                   | Alexis Arellano Vidal                        | Rodrigo Marín Jelves                             | Eduardo Orellana Marabolí                           | Jaime Araya Pérez                             |
| 2006 | Antonio Vásquez Ríos                   | Rodrigo Marín Jelves                         | Abelardo Salgado Correa                          | Eduardo Orellana Marabolí                           | Ricardo Pérez Corvalán                        |
| 2007 | Antonio Vásquez Ríos                   | Rodrigo Marín Jelves                         | Abelardo Salgado Correa Rafael Fuentes Henríquez | Eduardo Orellana Marabolí                           | Ricardo Pérez Corvalán                        |
| 2008 | Antonio Vásquez Ríos                   | Rodrigo Marín Jelves                         | Rafael Fuentes Henríquez                         | Eduardo Orellana Marabolí                           | Ricardo Pérez Corvalán                        |
| 2009 | José Wladdimiro Estay                  | Wagner Alvear Flores                         | Freddy Sanhueza Leiva Juan Madrid Palacios       | Héctor Sagüez Gómez                                 | Ricardo Pérez Corvalán                        |
| 2010 | José Wladdimiro Estay                  | Wagner Alvear Flores                         | Juan Madrid Palacios                             | Pedro Araya Carvajal                                | Ricardo Pérez Corvalán                        |
| 2011 | José Wladdimiro Estay                  | Ricardo Pérez Corvalán                       | Juan Madrid Palacios                             | Pedro Araya Carvajal                                | Pedro Flores Cartagena                        |
| 2012 | Wagner Alvear Flores                   | Ricardo Pérez Corvalán                       | Juan Madrid Palacios                             | José Sánchez Pardo                                  | Pedro Flores Cartagena                        |
| 2013 | Wagner Alvear Flores                   | Pedro Araya Carvajal                         | Juan Madrid Palacios                             | Carmen Barcazó Silva                                | Carlos Pérez Prado                            |
| 2014 | Wagner Alvear Flores                   | Pedro Araya Carvajal                         | Juan Madrid Palacios                             | Carmen Barcazó Silva                                | Gabriel Román Vergara                         |
| 2015 | Pedro Araya Carvajal                   | Gabriel Román Vergara                        | Juan Madrid Palacios                             | Ramiro Rodríguez Martínez                           | Gonzalo O'hrens Aguirre                       |
| 2016 | José M. Wladdimiro Estay               | Osvaldo Villalobos Zúñiga                    | Patricia Silva Gutiérrez                         | Leonardo Marchant Riveros                           | Alejandro Román Márquez                       |
| 2017 | José M. Wladdimiro Estay               | Osvaldo Villalobos Zúñiga                    | Pablo Guevara Castro                             | Alexis Arellano Vidal                               | José Ferrada Contreras                        |
| 2018 | José Manuel Wladdimiro Estay           | Juan Sánchez Rodríguez Alexis Arellano Vidal | Rafael Fuentes Henríquez                         | Alexis Arellano Vidal Oscar Rojas Cáceres           | José Ferrada Contreras Luis Reyes Concha      |
| 2019 | Osvaldo Villalobos Zúñiga              | Rafael Fuentes Henríquez                     | Jaime Fuentes Purran                             | Oscar Rojas Cáceres                                 | Luis Reyes Concha                             |
| 2020 | Osvaldo Villalobos Zúñiga              | Rafael Fuentes Henríquez                     | José Carvajal Caballero                          | Oscar Rojas Cáceres                                 | Luis Reyes Concha                             |
| 2021 | Alexis Arellano Vidal                  | Luis Reyes Concha                            | Andrés Piro Gutiérrez                            | Oscar Rojas Cáceres                                 | Nicolás Pérez Ávila                           |
| 2022 | Alexis Arellano Vidal                  | Luis Reyes Concha                            | Andrés Piro Gutiérrez                            | Oscar Rojas Cáceres                                 | Nicolás Pérez Ávila                           |
| 2023 | Luis Reyes Concha                      | Oscar Rojas Cáceres                          | Andrés Piro Gutiérrez                            | Jaime Miranda Nuñez                                 | Raúl Iligaray Escobar                         |
| 2024 | Luis Reyes Concha Rodrigo Marín Jelves | Andrés Piro Gutiérrez Sergio Navarro Meezs   | Blanca Garrido Fonseca                           | Jaime Miranda Nuñez Cristian Aguilera Riquelme      | Raúl Iligaray Escobar Alejandro Román Márquez |
| 2025 | Rodrigo Marín Jelves                   | Sergio Navarro Meezs                         | Blanca Garrido Fonseca                           | Cristian Aguilera Riquelme Christian Guerrero Rojas | Carlos Escobar Hormazábal                     |

Han Sido Oficiales Generales de Comandancia de la Institución:
| Año  | Comandante                                     | 2.º Comandante                                 | 3.º Comandante                                |
| ---- | ---------------------------------------------- | ---------------------------------------------- | --------------------------------------------- |
| 2004 | Álex Dinamarca Cornejo                         | Luis Lavín Romo                                | Alejandro Cuevas Romero                       |
| 2005 | Álex Dinamarca Cornejo                         | Luis Lavín Romo                                | Alejandro Cuevas Romero                       |
| 2006 | Álex Dinamarca Cornejo                         | Luis Lavín Romo                                | Alejandro Cuevas Romero                       |
| 2007 | Álex Dinamarca Cornejo                         | Luis Lavín Romo Víctor Concha Izquierdo        | Víctor Concha Izquierdo José Sánchez Pardo    |
| 2008 | Víctor Concha Izquierdo                        | Carlos Álvarez Gaete                           | Francisco Ramírez Ramírez                     |
| 2009 | José Sánchez Pardo                             | Francisco Ramírez Ramírez                      | Sergio Navarro Meezs                          |
| 2010 | José Sánchez Pardo                             | Francisco Ramírez Ramírez                      | Sergio Navarro Meezs                          |
| 2011 | Francisco Ramírez Ramírez                      | Sergio Navarro Meezs                           | Gonzalo Cubillos Alarcón                      |
| 2012 | Francisco Ramírez Ramírez                      | Sergio Navarro Meezs                           | Gonzalo Cubillos Alarcón                      |
| 2013 | José Sánchez Pardo                             | Gonzalo Cubillos Alarcón                       | Mauricio Caro Cáceres                         |
| 2014 | Francisco Ramírez Ramírez                      | Gonzalo Cubillos Alarcón                       | Álex Alarcón Clavijo                          |
| 2015 | Francisco Ramírez Ramírez                      | Álex Alarcón Clavijo                           | Pedro Flores Mendoza                          |
| 2016 | Francisco Ramírez Ramírez                      | Álex Alarcón Clavijo                           | Pedro Flores Mendoza                          |
| 2017 | Álex Alarcón Clavijo Francisco Ramírez Ramírez | Pedro Flores Mendoza                           | Leonardo Marchant Riveros                     |
| 2018 | Francisco Ramírez Ramírez                      | Pedro Flores Mendoza                           | Leonardo Marchant Riveros                     |
| 2019 | Francisco Ramírez Ramírez Pedro Flores Mendoza | Pedro Flores Mendoza Leonardo Marchant Riveros | Leonardo Marchant Riveros Luis Aragón Barrios |
| 2020 | Pedro Flores Mendoza                           | Leonardo Marchant Riveros                      | Luis Aragón Barrios                           |
| 2021 | Pedro Flores Mendoza                           | Leonardo Marchant Riveros                      | Claudio Toro Lara                             |
| 2022 | Leonardo Marchant Riveros                      | Claudio Toro Lara                              | Humberto Espinoza Sánchez                     |
| 2023 | Leonardo Marchant Riveros                      | Claudio Toro Lara                              | Humberto Espinoza Sánchez                     |
| 2024 | Humberto Espinoza Sánchez                      | Álex Alarcón Clavijo                           | Luis Aragón Barrios                           |
| 2025 | Álex Alarcón Clavijo Sergio Navarro Meezs      | Luis Aragón Barrios                            | Cristian Lizana Orellana Antonio Merino Diaz  |

### Mártir Institucional
- Voluntario Mártir Óscar Encalada Yovanovich, fallecido en acto del Servicio el 5 de abril de 1950.[5]

Oscar Encalada Yovanovich, se vio enfrentado a este imprevisto, no vaciló en cumplir su juramento, teniendo pleno conocimiento del riesgo al que se exponía, mejor que nadie, sus conocimientos profesionales avalaban que no sería una situación fácil de controlar, pero existía algo mayor que el riesgo.  Un juramento de honor, desde lo más profundo de los sentimientos, desde ese punto que no se puede describir con palabras sino que se debe sentir, un deber que casi no tiene racionalidad, sino que sólo se debe cumplir. Y ese deber, el de salvar la vida de obreros, trabajadores, padres de familia, lo llevó a la inmolación. Uno de esos trabajadores formó su familia, tuvo hijos e incluso en la actualidad, nietos que viven en plenitud su vida, gracias a la acción de Oscar Encalada Yovanovich, cuyo acto ha ser el ejemplo que hoy seguimos fielmente y que no descasaremos en recordar y alabar.

## Compañías

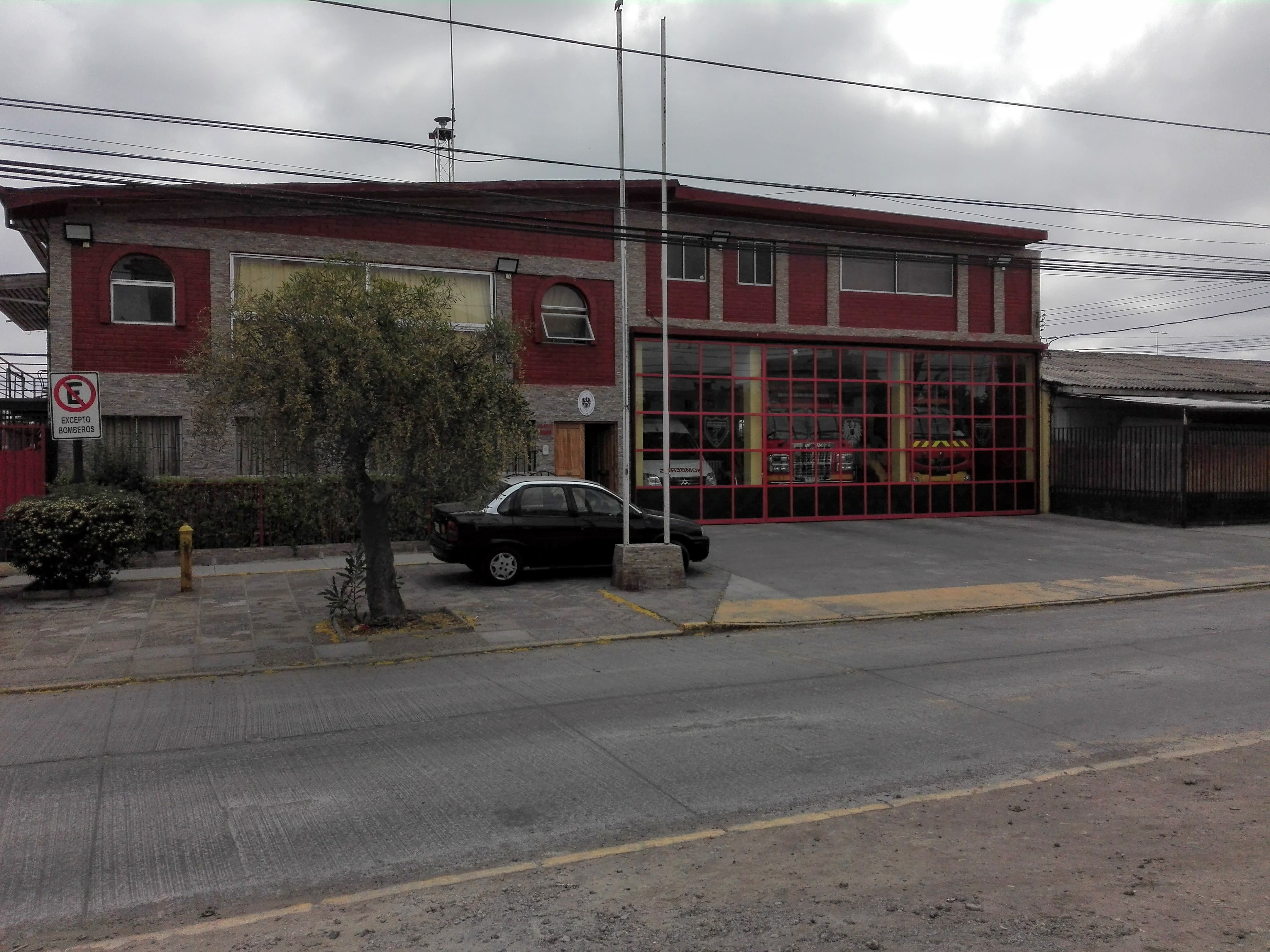
Cuartel de la Séptima Compañía "Bomba República de Austria", en 2020.

El Cuerpo de Bomberos Metropolitano Sur está conformado por las siguientes compañías:
| Compañía                                      | Fundación                          | Especialidad                                   | Cuartel                                            |
| --------------------------------------------- | ---------------------------------- | ---------------------------------------------- | -------------------------------------------------- |
| Primera Compañía                              | 23 de junio de 1940 (84 años)      | - Agua - Rescate vehicular                     | Gran Avenida José Miguel Carrera #8694 La Cisterna |
| Segunda Compañía "Bomba Lo Espejo"            | 1 de mayo de 1942 (83 años)        | - Agua                                         | Astaburuaga #9360 Lo Espejo                        |
| Tercera Compañía "Bomba San Miguel"           | 21 de mayo de 1943 (81 años)       | - Agua - Rescate Vehicular                     | Salesianos #1150, San Miguel. San Miguel           |
| Cuarta Compañía "Bomba Lo Ovalle"             | 17 de junio de 1944 (80 años)      | - Agua - Rescate Vehicular                     | Mohamed Batich Malek #015 La Cisterna              |
| Quinta Compañía "Bomba San Joaquín"           | 18 de septiembre de 1955 (69 años) | - Agua - Rescate vehicular - Abastecimiento    | Alcalde Pedro Alarcón #392 San Joaquín             |
| Sexta Compañía                                | 3 de mayo de 1957 (68 años)        | - Agua - Rescate Vehicular - Rescate en Altura | Ismael Valdés #2020 Pedro Aguirre Cerda            |
| Séptima Compañía "Bomba Republica de Austria" | 26 de agosto de 1959 (65 años)     | - Agua - Escalas                               | Alhué #2695 Pedro Aguirre Cerda                    |
| Octava Compañía                               | 11 de marzo de 1964 (61 años)      | - Agua - Abastecimiento                        | Salvador Allende #01750 Lo Espejo                  |
| Novena Compañía                               | 1 de agosto de 1964 (60 años)      | - Agua - Rescate vehicular                     | Cardenal Raíl Silva Henríquez #6897 Lo Espejo      |
| Décima Compañía "Bomba Las Industrias"        | 3 de noviembre de 1968 (56 años)   | - Agua - Escalas                               | Las Industrias #5760 San Joaquín                   |
| Undécima Compañía "Bomba Canadá"              | 2 de octubre de 1971 (53 años)     | - Agua - Rescate vehicular                     | Alejandro Guzmán #760 El Bosque                    |

## Departamentos de Comandancia
- Servicios Internos
- Rescate Urbano
- Operaciones Bomberiles
- Investigación de Incendios
- Telecomunicaciones
- Material Mayor
- Material Menor
- Prevención de Riesgos
- Médico
- Comunicaciones Estratégicas
- Intendencia General
- Jurídico
- Equidad de Género
- Brigadas Juveniles

## Fuerza de Tarea "Oscar Encalada Yovanovich"
La formación y despliegue de la Fuerza de Tarea o Grupo de Rescate Urbano del Cuerpo de Bomberos Metropolitano Sur, está determinada por la naturaleza de los incidentes en que sea requerida y considerando aspectos tales como:
1. Situaciones de catástrofe u otras calificadas por la Comandancia o un Oficial o Voluntario a cargo de un Acto del Servicio, que requiera de la labor de la “Fuerza de Tarea”.
2. Situaciones de catástrofe u otras y en coordinación o a requerimiento de otra Institución, tanto en el territorio nacional como en el extranjero en el ámbito de su competencia.
3. Grandes incidentes dentro de nuestra jurisdicción y que afecte de manera importante a la ciudadanía (Colapso de Edificios).
4. Desastres naturales que afecten a toda el área cubierta por el CBMS (Ej:Terremotos).

Es responsabilidad también de la “Fuerza de Tarea” disponer los protocolos y definiciones para la preparación de Equipos de Intervención Rápida “RIT” (del inglés Rapid Intervention Team) del Cuerpo y las Compañías.
Los fundadores de la fuerza de tarea del cuerpo de bomberos metropolitano sur son el bombero de la Primera compañía Jorge Miranda Nuñez, los bomberos de la cuarta compañía Sergio Navarro Meezs, Rafael Fuentes Henríquez, Leonardo Marchant Riveros, Patricio Lizama Donoso y de la novena compañía Francisco Ramírez Ramírez. los que apoyados por la oficialidad general de la época y con muy pocos recursos dieron inicio a las fuerzas de tarea del cuerpo de bomberos de La cisterna.